# 柴田聡
柴田 聡（しばた さとる、1976年10月31日 - ）は、北海道出身のラジオパーソナリティ、スタジアムDJ（横浜F・マリノス）。
愛称はばっしー（主にFM NACK5において）、しばる（主にFMヨコハマにおいて）。「”1分間にハグした最多人数”」のギネス世界記録(記録87人)保持者。

## 経歴
茨城県に生まれ、4歳まで苫小牧市で過ごす。父親は牧師で、日本国内やアメリカなど各地の教会で育つ。広島三育学院高等学校、三育学院短期大学、城西国際大学人文学部福祉文化学科卒業。ラジオDJプロダクション所属後、2006年よりフリーランス。血液型AB型。社会福祉主事任用資格を持つ。

## 現在の出演番組
2023年4月現在。
ラジオ
- Route 847[3]（FMヨコハマ、土曜 16:00 - 18:30、2009年10月3日 - ）
- かりゆし☆らんど[4]（FMヨコハマ、日曜 22:00 - 22:30、2017年4月2日 - ）
- Good Luck! Morning! - Friday -（FM NACK5 金曜 6:00 - 9:00、2023年4月7日 - ）

## 過去の出演番組
テレビ
- 〇ごとX - リポーター（静岡第一テレビ、水-金）
- 491 E! to go（WOWOW、土・日曜）

ラジオ
- 南風通信[5]（FMヨコハマ、日曜 19:00-19:30、2013年4月-2017年3月）
- SHIZUOKA TOP40（K-MIX、金曜 13:00-17:20、2008年4月-2011年3月）
- WHAT A WONDERFUL WARD（FM NACK5、土曜 20:30-21:00）
- MAGICAL SNOWLAND（NACK5、土曜 18:00-21:00、2003年-2007年）
- ASAHI SUPER DRY SPIRAL OF MUSIC（TOKYO FM、金曜 17:00-17:25）
- FRIDAY DANCE TRAX（ZIP-FM、金曜 19:00-24:00）
- RYUKYU TIME（FMヨコハマ、日曜 19:00-19:30、2003年4月6日-2013年3月31日）
- SHONAN KING CATCH OF SUMMER（FMヨコハマ、月-金 12:30-12:55）
- RN2 noon ～Lunch Time Meeting～ （ラジオNIKKEI第2放送、月曜・火曜パーソナリティ 11:40～13:20、2014年9月30日-2015年6月30日）
- ラジオのアナ〜ラジアナ（FM NACK5、水曜 25:00-29:00、2014年4月1日-2016年9月30日、その後、2018年8月20日にゲスト出演）
- Hit Hit Hit!（FM NACK5、金曜 25:00-28:45[6]、2016年10月7日 - 2023年3月31日）

## 備考
- 音楽アーティストBaby BooのShinobuとは高校時代のクラスメイトである。